# Ignatius Moussa I. Daúd
Ignatius Moussa I. kardinál Daúd (18. září 1930 – 6. dubna 2012) byl kardinál, syrský katolický patriarcha Antiochie a prefekt Kongregace pro východní církve.
Narodil se ve vesnici Meskane nedaleko města Homs. Kněžské svěcení přijal roku 1954 a v roce 1964 získal doktorát na Papežské lateránské univerzitě. Roku 1977 jej syrská synoda zvolila biskupem v Káhiře. Byl konzultorem papežské komise pro revizi Kodexu kanonického práva východních církví. Syrským patriarchou Antiochie se stal roku 1998, v roce 2000 se stal prefektem Kongregace pro východní církve. Při konzistoři v roce 2001 jej jmenoval papež Jan Pavel II. kardinálem. 